# Vrangstrup Sogn
Vrangstrup Sogn er et sogn i Næstved Provsti (Roskilde Stift).
I 1800-tallet var Vrangstrup Sogn anneks til Sandby Sogn. Begge sogne hørte til Tybjerg Herred i Præstø Amt. Sandby-Vrangstrup sognekommune blev ved kommunalreformen i 1970 indlemmet i Suså Kommune, der ved strukturreformen i 2007 indgik i Næstved Kommune.
I Vrangstrup Sogn ligger Vrangstrup Kirke.
I sognet findes følgende autoriserede stednavne:
- Grønlandsgårde (bebyggelse)
- Vrangstrup (bebyggelse, ejerlav)